# Symphonie fantastique
Pour le film de Christian-Jacque, voir La Symphonie fantastique
La Symphonie fantastique, op. 14 (titre manuscrit : Episode de la vie d’un Artiste [:] Symphonie Fantastique en 5 parties), est une œuvre d'Hector Berlioz, dédiée à Nicolas Ier de Russie et créée à Paris le 5 décembre 1830 à la salle du Conservatoire, sous la direction de François-Antoine Habeneck, six ans après la neuvième symphonie de Beethoven. Composée de cinq scènes descriptives, cette œuvre, plus proche du poème symphonique que de la symphonie, fait partie d’un genre appelé musique à programme. L'exécution de l'œuvre dure une cinquantaine de minutes

## Écriture

### Circonstances

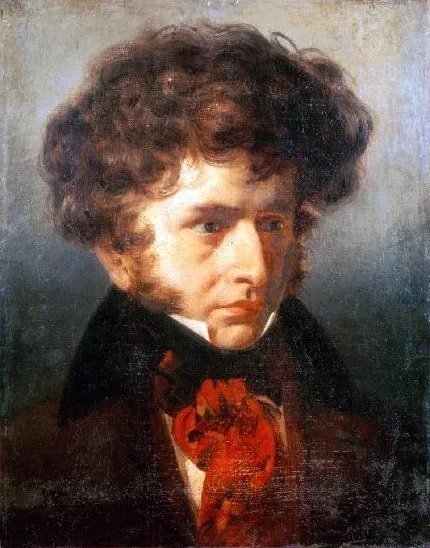
Hector Berlioz en 1832, à l'époque de la composition de la symphonie.

En 1827, Berlioz assiste à Paris à une représentation de Hamlet de Shakespeare — bien qu'il ne comprît pas un mot d'anglais — où l'actrice irlandaise Harriet Smithson jouait le rôle d'Ophélie. À la fin du spectacle, il est désespérément épris d'Harriet et erre toute la nuit en proie à une frustration et à un désir qui ne se démentirent pas durant les cinq années suivantes. Ces sentiments extrêmes sont chez Berlioz déjà vus avant la rencontre d'Harriet, comme on peut le voir dans une lettre de 1829 : « Pourriez-vous me dire ce que c’est que cette puissance d’émotion, cette faculté de souffrir qui me tue ? ».
Échouant à la séduire par ses lettres, il conçoit le projet de la conquérir par sa musique : la Symphonie fantastique, basée sur un récit autobiographique (ce que Berlioz niera par la suite) et hantée par une mélodie représentant la bien-aimée et décrite comme idée fixe. Berlioz, inspiré, ne met que deux mois à composer la symphonie (février-avril 1830), en réutilisant différents extraits d'œuvres préexistantes : le thème de l' " idée fixe " est tiré de sa cantate Herminie (1828), et on trouve la majorité du matériau mélodique de la " Scène aux champs " dans le " Gratias agimus tibi " de la Messe solennelle (1823).
Harriet Smithson n'assiste pas à la première. Berlioz se persuade que sa passion pour elle est exorcisée, et se fiance avec Marie Moke, une jeune pianiste. Retournant à Paris en 1832 (après la rupture houleuse de ses fiançailles, Marie Moke s'étant finalement décidée à épouser Camille Pleyel, le célèbre facteur de pianos), il organise un concert où l'on joua la Symphonie fantastique suivie de Lélio. Le public comprenait, outre toute une génération de jeunes artistes romantiques, Harriet Smithson et Heinrich Heine.

« Berlioz, à la chevelure ébouriffée, jouait les timbales tout en regardant l'actrice d'un visage obsédé et chaque fois que leurs yeux se rencontraient, il frappait encore d'une plus grande vigueur. »

— Heinrich Heine, Revue et gazette musicale, 4 février 1838.
Transportée par le spectacle, elle finit par répondre aux sollicitations renouvelées du compositeur. Mais les parents des deux jeunes gens sont formellement opposés à ce mariage. Cette situation, un rien compliquée, et franchement tumultueuse, dure un an. Berlioz supplie, tente de s'empoisonner devant elle et finalement obtient en octobre 1833, qu'ils se marient à Paris.
Si l'histoire s'arrêtait là, il s'agirait peut-être de la plus belle et rocambolesque histoire d'amour romantique du XIXe siècle. Mais Harriet dont la gloire artistique déclinait, jalouse des voyages de son époux (elle qui avait à jamais quitté la Grande-Bretagne), déçue, devient acariâtre et vieillie prématurément à cause d'une santé faiblissante. Le couple ne survit pas très longtemps, mais Berlioz continue à la soutenir toute sa vie, comme en témoigne le chapitre de ses Mémoires traitant de la fin de la vie d'Harriet.

### Orchestration
Par son écriture novatrice, le choix des instruments, l'originalité de leurs utilisations, l'invention de leurs combinaisons et l'audace des effets (comme l'ambitus des nuances ou la spatialisation), la Symphonie fantastique, composée six ans seulement après la 9e symphonie de Beethoven, fait du jeune Berlioz (il n'avait que vingt-sept ans) l'un des premiers maîtres de l'orchestration de la musique classique.
| Instrumentation de la Symphonie fantastique |
| Cordes |
| premiers violons, seconds violons, altos, violoncelles, contrebasses, 4 harpes |
| Bois |
| 2 flûtes, la deuxième jouant aussi du piccolo, 2 hautbois, le deuxième jouant aussi du cor anglais, 2 clarinettes si ♭ ou la ou do, la première jouant aussi de la petite mi ♭ 4 bassons |
| Cuivres |
| 4 cors, 2 en mi♭, mi, fa ou si♭ grave et 2 en ut ou mi♭, 2 cornets à pistons, 2 trompettes en ut, 3 trombones, 2 tubas ou 2 ophicléides                                                  |
| Percussions |
| 4 timbales jouées par 4 timbaliers, grosse caisse, tambour, cymbales, 2 cloches (en sol et en do) ou piano à défaut                                                                      |

De cet ensemble orchestral exceptionnel, chacune des cinq scènes possède sa propre instrumentation pittoresque et originale :
- la première, Rêveries — Passions, plus « classique », n'utilise que 2 flûtes (l'une jouant le piccolo) 2 hautbois, 2 clarinettes si♭, seulement 2 bassons, 4 cors (2 en mi♭, 2 en ut), 2 cornets à pistons, 2 trompettes en ut (pas de trombones ni de tubas), 2 timbales et les cordes,
- la deuxième, Un bal, est composée d'un orchestre encore plus réduit : 2 flûtes (l'une jouant le piccolo) 2 hautbois, 2 clarinettes en la, 4 cors (2 en mi♭), 2 harpes et les cordes, (une partie de cornet à pistons, ajoutée ultérieurement, est déconseillée par les éditeurs),
- la troisième, Scène aux champs, s'élargit particulièrement par l'une des premières utilisations du cor anglais en solo, de 4 bassons et 4 timbaliers : 2 flûtes (sans piccolo), 2 hautbois (le premier hautbois joue au départ en coulisses, le deuxième jouant également du cor anglais), 2 clarinettes si♭, les 4 bassons, 4 cors (2 en fa, 1 en mi♭ et 1 en ut), 4 timbales (fa aigu, do, si♭ et la♭) jouées par 4 timbaliers et les cordes,
- la quatrième, Marche au supplice, s'enrichit et utilise : 2 flûtes (l'une jouant le piccolo) 2 hautbois, 2 clarinettes en ut, 4 bassons, 4 cors (2 en si♭ grave, 2 en mi♭), 2 cornets à pistons, 2 trompettes en ut, 3 trombones, 2 tubas, 4 timbales, grosse caisse, tambour d'orchestre, cymbales et les cordes (contrebasses divisées en 4 parties – ce qui est un cas d'orchestration exceptionnel),

NB : Il est possible pour ce mouvement de doubler le nombre d'instruments à vent (note de Berlioz).
- la cinquième, Songe d'une Nuit du Sabbat, se renforce de cloches, les parties de cordes se divisant (en 2 ou 3 voix) : 1 piccolo, 1 flûte, 2 hautbois, 1 petite clarinette mi♭, 1 clarinette si♭, 4 bassons, 4 cors (2 en si♭ grave, 2 en ut), 2 cornets à pistons, 2 trompettes en mi♭, 3 trombones, 2 tubas, 4 timbales, grosse caisse, cymbales, 2 jeux de cloches (l'un sur scène, l'autre en coulisses) et les cordes.

### Citations
« Immédiatement après cette composition sur Faust, et toujours sous l’influence du poème de Goethe, j’écrivis ma symphonie fantastique avec beaucoup de peine pour certaines parties, avec une facilité incroyable pour d’autres. Ainsi l’adagio (scène aux champs), qui impressionne toujours si vivement le public et moi-même, me fatigua pendant plus de trois semaines ; je l’abandonnai et le repris deux ou trois fois. La Marche au supplice, au contraire, fut écrite en une nuit. J’ai néanmoins beaucoup retouché ces deux morceaux et tous les autres du même ouvrage pendant plusieurs années. »

— Hector Berlioz, Mémoires, Ch.XXVI

« L’exécution ne fut pas irréprochable sans doute, ce n’était pas avec deux répétitions seulement qu’on pouvait en obtenir une parfaite pour des œuvres aussi compliquées. L’ensemble toutefois fut suffisant pour en laisser apercevoir les traits principaux. Trois morceaux de la symphonie, le Bal, la Marche au supplice et le Sabbat, firent une grande sensation. La Marche au supplice surtout bouleversa la salle. La Scène aux champs ne produisit aucun effet. Elle ressemblait peu, il est vrai, à ce qu’elle est aujourd’hui. Je pris aussitôt la résolution de la récrire, et F. Hiller, qui était alors à Paris, me donna à cet égard d’excellents conseils dont j’ai tâché de profiter. »

— Hector Berlioz, Mémoires, Ch.XXXI

## Programme
Voici le programme de cette symphonie tel qu’il apparaissait dans l’édition de 1832 (l’orthographe et la typographie sont celles de l’édition conservée à la BNF).
Le compositeur a eu pour but de développer, dans ce qu’elles ont de musical, différentes situations de la vie d’un artiste. Le plan du drame instrumental, privé du secours de la parole, a besoin d’être exposé d’avance. Le programme suivant doit donc être considéré comme le texte parlé d’un opéra, servant à amener des morceaux de musique, dont il motive le caractère et l’expression. Berlioz indique toutefois que l'on peut ne pas tenir compte du programme, la musique se suffisant à elle-même :
Le programme suivant doit être distribué à l’auditoire toutes les fois que la symphonie fantastique est exécutée dramatiquement et suivie en conséquence du monodrame de Lélio qui termine et complète l’épisode de la vie d’un artiste. En pareil cas, l’orchestre invisible est disposé sur la scène d’un théâtre derrière la toile baissée.
Si on exécute la symphonie isolément dans un concert, cette disposition n’est plus nécessaire : on peut même à la rigueur se dispenser de distribuer le programme, en conservant seulement le titre des cinq morceaux ; la symphonie (l’auteur l’espère) pouvant offrir en soi un intérêt musical indépendant de toute intention dramatique.

### Première partie: Rêveries – Passions
L’auteur suppose qu’un jeune musicien, affecté de cette maladie morale qu’un écrivain célèbre appelle le vague des passions, voit pour la première fois une femme qui réunit tous les charmes de l’être idéal que rêvait son imagination, et en devient éperdument épris. Par une singulière bizarrerie, l’image chérie ne se présente jamais à l’esprit de l’artiste que liée à une pensée musicale, dans laquelle il trouve un certain caractère passionné, mais noble et timide comme celui qu’il prête à l’être aimé.
Ce reflet mélodique avec son modèle le poursuivent sans cesse comme une double idée fixe. Telle est la raison de l’apparition constante, dans tous les morceaux de la symphonie, de la mélodie qui commence le premier allegro. Le passage de cet état de rêverie mélancolique, interrompue par quelques accès de joie sans sujet, à celui d’une passion délirante, avec ses mouvements de fureur, de jalousie, ses retours de tendresse, ses larmes, etc., est le sujet du premier morceau.

### Deuxième partie: Un bal
L’artiste est placé dans les circonstances de la vie les plus diverses, au milieu du tumulte d’une fête, dans la paisible contemplation des beautés de la nature ; mais partout, à la ville, aux champs, l’image chérie vient se présenter à lui et jeter le trouble dans son âme.

### Troisième partie: Scène aux champs
Se trouvant un soir à la campagne, il entend au loin deux pâtres qui dialoguent un ranz des vaches ; ce duo pastoral, le lieu de la scène, le léger bruissement des arbres doucement agités par le vent, quelques motifs d’espérance qu’il a conçus depuis peu, tout concourt à rendre à son cœur un calme inaccoutumé et à donner à ses idées une couleur plus riante. Il réfléchit sur son isolement; il espère n’être bientôt plus seul... Mais si elle le trompait !... Ce mélange d’espoir et de crainte, ces idées de bonheur troublées par quelques noirs pressentiments, forment le sujet de l’adagio. À la fin, l’un des pâtres reprend le ranz des vaches ; l’autre ne répond plus... Bruit éloigné de tonnerre... Solitude... Silence...

### Quatrième partie: Marche au supplice
Ayant acquis la certitude que non seulement celle qu'il adore ne répond pas à son amour, mais qu'elle est incapable de le comprendre, et que, de plus, elle en est indigne, l'artiste s'empoisonne avec de l'opium. La dose du narcotique, trop faible pour lui donner la mort, le plonge dans un sommeil accompagné des plus horribles visions. Il rêve qu'il a tué celle qu'il aimait, qu'il est condamné, conduit au supplice, et qu'il assiste à sa propre exécution. Le cortège s'avance aux sons d'une marche tantôt sombre et farouche, tantôt brillante et solennelle, dans laquelle un bruit sourd de pas graves succède sans transition aux éclats les plus bruyants. À la fin de la marche, les quatre premières mesures de l'idée fixe réapparaissent comme une dernière pensée d'amour interrompue par le coup fatal. On entend alors quatre notes descendantes représentant la tête du condamné qui roule.

### Cinquième partie: Songe d'une nuit du Sabbat
Il se voit au sabbat, au milieu d’une troupe affreuse d’ombres, de sorciers, de monstres de toute espèce, réunis pour ses funérailles. Bruits étranges, gémissements, éclats de rire, cris lointains auxquels d’autres cris semblent répondre. La mélodie aimée reparaît encore, mais elle a perdu son caractère de noblesse et de timidité ; ce n’est plus qu’un air de danse ignoble, trivial et grotesque : c’est elle qui vient au sabbat... Rugissement de joie à son arrivée... Elle se mêle à l’orgie diabolique... Glas funèbre, parodie burlesque du Dies iræ, ronde du Sabbat. La ronde du Sabbat et le Dies iræ ensemble.

## Autour de l'œuvre
- En 1971, Peter Maxwell Davies adapte le cinquième mouvement de La symphonie fantastique pour la bande originale du film Les diables de Ken Russell.
- En 1976, Bernard Herrmann utilise ce même mouvement pour composer la musique du film Obsession de Brian de Palma.
- On trouve une reconstitution soignée des premières représentations de La symphonie fantastique dans l'adaptation que fit Michel Favart de La Peau de chagrin d'Honoré de Balzac en 1980. Un programme qui a été distribué à l'entrée, mise en scène révolutionnaire avec musiciens cachés, réactions amusées, goguenardes ou méprisantes du public…
- En 1980, Wendy Carlos et Rachel Elkind adaptent au synthétiseur et voix le cinquième mouvement pour le générique du film Shining de Stanley Kubrick.
- Jacques Revaux s'inspire du Dies Iræ du 5e mouvement pour composer la chanson L'An mil de Michel Sardou, notamment dans le pont et le final (Album Vladimir Ilitch 1983).
- En 1991, un extrait de la cinquième et dernière partie de l'œuvre de Berlioz, Songe d'une nuit de Sabbat est utilisée dans le film Les Nuits avec mon ennemi dont Julia Roberts est l'héroïne.

## Discographie sélective
- Orchestre de la Radiodiffusion-Télévision Française, dir. Charles Munch. Enregistrement public au Théâtre des Champs-Élysées le 5 juillet 1949. Columbia Pathé-Marconi 1949, report CD (Mono) Cascavelle collection Flash-Back 1991
- Orchestre symphonique de Boston, dir. Charles Munch, RCA (1956)
- Orchestre philharmonique de New York, dir. Dimitri Mitropoulos, Columbia (1957)
- Orchestre Philharmonia, dir. André Cluytens, EMI (1958)
- Orchestre philharmonique de Vienne, dir. Pierre Monteux, Decca (1958)
- Orchestre national de la RTF, dir. Thomas Beecham, EMI (1959)
- Orchestre symphonique de Détroit, dir. Paul Paray, Mercury (1959)
- Orchestre des Concerts Lamoureux, dir. Igor Markevitch, Deutsche Grammophon (1961)
- Orchestre symphonique de Londres, dir. Colin Davis, Philips (1964)
- Orchestre de Paris, dir. Charles Munch, EMI (1967)
- Orchestre du Concertgebouw d’Amsterdam, dir. Colin Davis, Philips (1974)
- Orchestre philharmonique de Vienne, dir. Sir Colin Davis, Philips (1991)
- Orchestre révolutionnaire et romantique, dir. John Eliot Gardiner, Philips (1993)
- Les Siècles, dir. François-Xavier Roth, Musicales Actes Sud (2010)